# Villameá de Ramiranes (municipio)
Villameá de Ramiranes fue un municipio español de la provincia de Orense. Acabó fusionándose con el de Freás de Eiras para formar el de Ramiranes.

## Toponimia
El municipio puede aparecer referido como «Villameá de Ramiranes» y «Villameá».

## Historia
Hacia mediados del siglo XIX, el municipio, que incluía en su término las parroquias de Mosteiro, Penosiños, San Salvador de Penosiños, Rubiás y Villameá de Ramiranes, tenía contabilizada una población de 2910 habitantes. Aparece descrito en el decimosexto y último volumen del Diccionario geográfico-estadístico-histórico de España y sus posesiones de Ultramar de Pascual Madoz con las siguientes palabras:

VILLAMEA: ayunt. en la prov. y dióc. de Orense (4 leg.), part. jud. de Celanova (1), aud. terr. y c. g. de la Coruña (26): sit. al E. de la montaña llamada Silva-Oscura en el valle de Ramiranes. Reinan todos los vientos; el clima es sano. Comprende las felig. de Mosteiro, San Pedro; Penosiños, San Andrés; Penosiños, San Salvador; Rubias, Santiago, y Villameá, Sta. Maria (cap.). Confina N. ayunt. de Freas de Eiras; E. el de Villanueva de los Infantes; S. con el de Acebedo, y O. el de Puente Deba. El terreno es de buena calidad, y está comprendido en el ameno y fértil valle de Ramiranes; por el cual pasa el r. Tuño, que nace en los montes de Cejo y se dirige hácia el N. á desaguar en el Arnoya: brotan en diferentes sitios buenas aguas potables. Los caminos conducen á las parr. y ayunt. limítrofes, su estado mediano. prod.: maiz, centeno, mijo, algun trigo, patatas, castañas, vino, lino y legumbres; hay ganado vacuno, de cerda, lanar y cabrio; caza de perdices y conejos, y pesca de anguilas y truchas. pobl.: 582 vec., 2,910 alm. contr.: 18,880 rs.
(Madoz, 1850, p. 187)

Hasta la reforma de la nomenclatura municipal de 1916 el municipio se llamaba simplemente Villameá. En dicha fecha su nombre fue modificado por el de Villameá de Ramiranes. El municipio de Villameá de Ramiranes desapareció de cara al censo de 1930 y el término se fusionó con el de Freás de Eiras para formar el de Ramiranes.